# Гиндаоани (Њамц)
Гиндаоани (рум. Ghindăoani) насеље је у Румунији у округу Њамц у општини Гиндаоани. Oпштина се налази на надморској висини од 423 m.

## Становништво
Према подацима из 2002. године у насељу је живело 2257 становника, од којих су сви румунске националности.